# جشنواره بین‌المللی فیلم فانتزی بروکسل
جشنواره بین‌المللی فیلم فانتزی بروکسل(BIFFF) (به زبان فرانسوی:Festival international du film fantastique de Bruxelles- به زبان هلندی:Internationaal Festival van de Fantastische Film van Brussel) در سال ۱۹۸۳ برای نمایش فیلم‌های ترسناک، مهیج و علمی، تخیلی بنیان نهاده شد. بنیانگذارانش «Annie Bozzo»، «Gigi Étienne»، «Freddy Bozzo»، «Georges Delmote» و «Guy Delmote» بودند. این جشنواره هر سال در ماه مارس و در شهر بروکسل برگزار می‌گردد.
در جشنواره بین‌المللی فیلم فانتزی بروکسل به برندگان جایزه اصلی، «تندیس کلاغ طلایی» داده‌می‌شود. فیلم‌های ارتش تاریکی، رویاهای رادیواکتیو و سربازان سگی از جمله فیلم‌هایی هستند که تندیس کلاغ طلایی را برنده شده‌اند.